# Pantolesta
Pantolesta es un suborden del orden de mamíferos extintos de los cimolestos que vivieron en Norteamérica y Eurasia. El mejor conocido es Buxolestes del sitio fosilífero de Messel, Alemania, que data del Eoceno.

## Clasificación
- Suborden Pantolesta
  - Género Simidectes Stock, 1933
  - Familia Pantolestidae Cope, 1884
  - Familia Paroxyclaenidae Weitzel, 1933
  - Familia Pentacodontidae Simpson, 1937 (a veces como subfamilia de Pantolestidae)